# Oedothorax usitatus
Oedothorax usitatus är en spindelart som beskrevs av Rudy Jocqué och Nikolaj Scharff 1986. Oedothorax usitatus ingår i släktet Oedothorax och familjen täckvävarspindlar.
Artens utbredningsområde är Tanzania. Inga underarter finns listade i Catalogue of Life.